# OSMC
 OSMC (Open Source Media Center) és un sistema operatiu basat en Linux Debian que fa correr Kodi com a centre multimèdia. Començat el 2014 pel desenvolupador Sam Nazarko, disposa d'un equip de voluntaris programadors. És el successor del conegut Raspbmc.
Funciona en maquinari com la Raspberry Pi, Vero o Apple TV. Actualment es troba a la versió 2016.01-1 i utilitza Kodi 15.2 (Isengard).